# 虛像

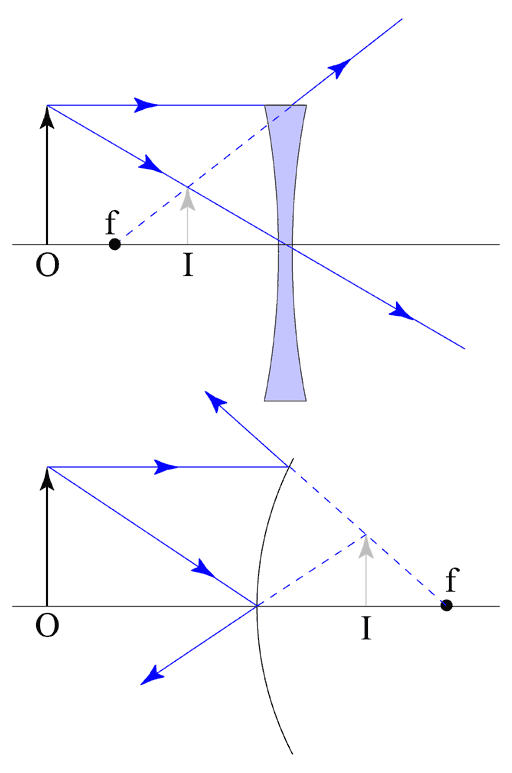
上：凹透鏡所成的虛像。下：凸面鏡所成的虛像。圖中黑色箭頭O為物體，灰色箭頭I為虛像，f為鏡的焦點，藍色箭頭是光路，藍色虛線即是其反向延長線。

虛像（英語：virtual image）是物體發出的光線經折射或反射後，如果為發散光線，其反向延長線相交而成的像；虛像上的每一個點均由一道光線形成，其並非由實際光線會聚而成，只能看到卻不能用光屏接到。例如，平面鏡、眼鏡所成的像是虛像。
光線到達面鏡（如平面鏡）時會發生反射，經過透鏡（如凸透鏡、凹透鏡）時會發生折射。折射或反射後，光路改變，人看到折射或反射後的光線，會感覺光線來自其反向延長線交點的位置（如圖）。虛像所在的位置並沒有實際物體，也沒有光線匯聚，故虛像只能在鏡中看到，而無法用光屏承接。

## 凹透鏡成虛像
凹透鏡有使光發散的作用，利用其成虛像的原理可製作近視眼鏡。

## 凸透鏡（放大鏡）成虛像
凸透鏡用於成放大虛像時通常稱作放大鏡，也可利用該原理製作遠視眼鏡。